# Stéphane Poulhiès
Stéphane Poulhiès (Albi, 26 juni 1985) is een Frans voormalig beroepswielrenner. 
In 2005 behaalde hij een tweede plaats in het Frans kampioenschap op de weg voor beloften en kreeg uiteindelijk in 2006 een profcontract bij AG2R Prévoyance. Later zou hij nog rijden voor onder meer Saur-Sojasun en Cofidis. In 2008 nam hij voor het eerst aan een grote ronde deel, de Ronde van Spanje.
Na 2017 beëindigde Poulhiès zijn carrière.

## Belangrijkste overwinningen
2005
1e etappe Le Triptyque des Monts et Châteaux, Beloften
3e etappe Ronde van de Isard, Beloften
2006
1e etappe Ronde van de Haut-Anjou, Beloften
2007
1e etappe Ronde van de Toekomst
2010
Proloog Ronde van de Elzas (ploegentijdrit)
1e etappe Ronde van de Ain
2011
4e etappe Ster van Bessèges
2012
5e etappe deel A Ster van Bessèges
1e etappe Route du Sud
2015
3e etappe Ronde van Gironde
Eind- en puntenklassement Ronde van Gironde
1e etappe Kreiz Breizh Elites
2016
Winnaar bergklassement Vierdaagse van Duinkerken

## Resultaten in voornaamste wedstrijden
| Jaar | Ronde van Italië | Ronde van Frankrijk | Ronde van Spanje |
| ---- | ---------------- | ------------------- | ---------------- |
| 2006 |                  |                     |                  |
| 2007 |                  |                     |                  |
| 2008 |                  |                     | 128e             |
| 2009 |                  |                     |                  |
| 2010 |                  |                     |                  |
| 2011 |                  |                     |                  |
| 2012 |                  |                     |                  |
| 2013 |                  |                     | 138e             |
| 2016 |                  |                     |                  |
| 2017 |                  |                     |                  |

| Jaar | Gent-Wevelgem | Ronde van Vlaanderen | Parijs-Roubaix | Parijs-Tours |
| ---- | ------------- | -------------------- | -------------- | ------------ |
| 2006 |               |                      |                | 67e          |
| 2007 | 104e          | opgave               | 22e            |              |
| 2008 | 168e          | opgave               | opgave         | 162e         |
| 2009 | 84e           | opgave               | opgave         |              |
| 2010 |               |                      | opgave         | 168e         |
| 2011 |               |                      | opgave         |              |
| 2012 |               |                      | opgave         | 109e         |
| 2013 |               |                      |                | 108e         |
| 2016 |               |                      |                | 55e          |
| 2017 |               |                      |                | 167e         |

## Ploegen
- 2005 –  AG2R Prévoyance (stagiair vanaf 1-9)
- 2006 –  AG2R Prévoyance (vanaf 1-8)
- 2007 –  AG2R Prévoyance
- 2008 –  AG2R La Mondiale
- 2009 –  AG2R La Mondiale
- 2010 –  Saur-Sojasun
- 2011 –  Saur-Sojasun
- 2012 –  Saur-Sojasun
- 2013 –  Cofidis, Solutions Crédits
- 2014 –  Cofidis, Solutions Crédits
- 2016 –  Armée de Terre
- 2017 –  Armée de Terre

Wielerploegen van Stéphane Poulhiès
Astarloza ·
Calzati · 
Chaurreau ·  
Deignan ·  
Dessel ·
Dumoulin · 
Flickinger ·
Gerrans · 
Goubert · 
Krivtsov ·
Loubet ·
Mangel · 
Mondory ·
Nazon ·
Oesaw · 
Oriol · 
Portal ·
Pütsep · 
Riblon ·
Scanlon ·
Turpin · 
Vaitkus ·
Mandri (stagiair) ·   
Poulhiès (stagiair) ·
Sonnery (stagiair) 
Arrieta ·
Astarloza ·
Calzati · 
Chaurreau ·  
Deignan ·  
Dessel ·
Dion ·
Dumoulin · 
Dupont ·
Gadret ·
Gerrans · 
Goubert · 
Krivtsov ·
Loubet ·
Mancebo (tot 30/06) ·
Mangel · 
Mondory ·
Moreau ·
Naibo ·
Navas ·
Nazon ·
Oesaw · 
Poulhiès ·
Pütsep · 
Riblon ·
Scanlon ·
Turpin · 
Vaitkus ·
Aulas (stagiair) ·
Ebrard (stagiair) ·
Rousseau (stagiair) · 
Sonnery (stagiair) 
Arrieta ·
Calzati · 
Deignan ·  
Dessel ·
Dion ·
Dumoulin · 
Dupont ·
Elmiger ·
Gadret ·
Gerrans · 
Goubert · 
Krivtsov ·
Loubet ·
Mandri ·
Mangel · 
Mondory ·
Moreau ·
Naibo ·
Navas ·
Nazon ·
Nocentini ·
Oesaw · 
Poulhiès ·
Riblon ·
Rousseau · 
Sonnery ·
Turpin · 
Kangert (stagiair) ·
Moucheraud (stagiair) ·
Sénac (stagiair) 
Arrieta ·
Calzati · 
Deignan ·  
Dessel ·
Dion ·
Dupont ·
Edaleine ·
Elmiger ·
Gadret ·
Goubert · 
Jefimkin · 
Kangert ·
Krivtsov ·
Loubet ·
Mandri ·
Mangel · 
Mondory ·
Nazon ·
Nocentini ·
Oesaw · 
Pineau ·
Pliușchin ·
Poulhiès ·
Riblon ·
Rousseau · 
Sénac ·
Sonnery ·
Turpin · 
Valjavec ·
Vandenbergh · 
Bérard (stagiair) ·
Bonnafond (stagiair) ·
Kadri (stagiair)  
Arrieta ·
Bonnafond ·
Clerc ·
Dessel ·
Dion ·
Dupont ·
Elmiger ·
Gadret ·
Goubert · 
Hinault ·
A. Jefimkin ·
V. Jefimkin · 
Kadri ·
Kangert ·
Krivtsov ·
Loubet ·
Mandri · 
Mondory ·
Nocentini ·
Pineau ·
Pliușchin ·
Poulhiès ·
Riblon ·
Roche ·
Rousseau · 
Sénac ·
Smukulis ·
Sonnery ·
Turpin · 
Valjavec · 
Desriac (stagiair) ·
Gastauer (stagiair) 
Bessy ·
Casper ·
Coppel · 
Coutouly ·
Delaplace ·
Engoulvent ·
Galland ·
Hivert ·
Jeandesboz ·
Joly ·
Lemoine ·
Levarlet ·
Mangel ·
Marino ·
Martias · 
Mathéou ·
Poulhiès ·
Simon ·
Talabardon · 
Laborie (stagiair) · 
Poux (stagiair) · 

Tortelier (stagiair)
Bessy ·
Casper ·
Coppel · 
Coyot ·
Delaplace ·
Engoulvent ·
Galland ·
Hivert ·
Jeandesboz ·
Joly ·
Laborie · 
Lemoine ·
Levarlet ·
Mangel ·
Marino ·
Martias · 
Mathéou ·
Paiani ·
Poulhiès ·
Poux · 
Simon ·
Talabardon · 
Turpin ·
Daniel (stagiair) · 
Renault (stagiair) · 
Tortelier (stagiair)
Bessy ·
Coppel · 
Coyot ·
Delaplace ·
Engoulvent ·
Feillu ·
Galland ·
Hivert ·
Jeandesboz ·
Laborie · 
Le Lay ·
Lemoine ·
Levarlet ·
Mangel ·
Marino ·
Martias · 
Méderel ·
Paiani ·
Poulhiès ·
Poux · 
Simon ·
Talabardon · 
Tortelier · 
Kéo (stagiair) ·
Renault (stagiair) · 
Vuillermoz (stagiair) 
Bagot ·
Barle · 
Bescond · 
Bessy · 
Cammaerts ·
Coppel ·
Edet ·
Fouchard ·
García ·
Ghyselinck ·
Hardy ·
Jõeäär ·
Labbe ·
Le Mével ·
Lemarchand ·
Levarlet ·
Maté · 
Molard ·
Navarro · 
Petit ·
Poulhiès ·
Sijmens · 
Taaramäe · 
Valentin · 
Zingle ·
Lavery (stagiair) · 
Venturini (stagiair) · 
Verhelst (stagiair) 
Bagot ·
Bescond · 
Cammaerts ·
Coppel ·
Edet ·
Fouchard ·
García ·
Hardy ·
Jõeäär ·
Laporte ·
Le Mével ·
Lemarchand ·
Lemoine ·
Levarlet ·
Maté · 
Molard ·
Navarro · 
Petit ·
Poulhiès ·
Sénéchal · 
Simon ·
Taaramäe · 
Venturini · 
Verhelst ·
Zingle ·
Chetout (stagiair) · 
Kowalski (stagiair) · 
Turgis (stagiair) 
Alaphilippe · Armirail · Barbas · Bodiot · Canal · Duval · Ferasse · Guyot · Le Roux · Lebreton · Levasseur · Mainard · Penven · Poulhiès · Raibaud · Rostollan · Sinner · Thomas · Yssaad